# Ricardo Friedrich
Ricardo Henrique Schuck Friedrich (18 februari 1993) is een Braziliaans voetballer. De doelman speelt voor Malmö FF. 

## Carrière
In april 2016 kondigde het Finse RoPS de komst van Ricardo Friedrich aan. Hij werd overgenomen van het Braziliaanse Ituano FC. De doelman werd aanvankelijk verhuurd aan FC Santa Claus, daarna keerde hij terug naar RoPS. 
In 2017 maakte hij de overstap naar FK Bodø/Glimt in Noorwegen, waar Ricardo Friedrich uitgroeide tot eerste doelman en aanvoerder. Na drie seizoenen waarin de doelman tot 74 optredens kwam, verruilde Ricardo Friedrich Bodø/Glimt voor Ankaragücü. Hij speelde anderhalf seizoen in de Turkse hoofdstad, daarna besloten de club en de doelman uit elkaar te gaan.
Na een aantal maanden zonder club te zitten, vond Ricardo Friedrich onderdak bij Kalmar FF. Daar volgde hij Lucas Hägg Johansson op als eerste doelman. In het seizoen 2022 werd hij uitgeroepen tot de beste doelman van de Allsvenskan. In oktober 2023 maakte hij bekend dat hij de club wilde verlaten. In januari tekende hij een contract bij Malmö FF. Hier werd hij herenigd met trainer Henrik Rydström, die hem twee jaar eerder naar Kalmar haalde.

## Privé
Ricardo Friedrich is de jongere broer van Douglas Friedrich, die als doelman voor onder meer Corinthians en Grêmio uitkwam.

## Clubstatistieken
| Club               | Seizoen         | Competitie      | Competitie | Competitie | Beker | Beker | League Cup | League Cup | Europees | Europees | Totaal | Totaal |
| Club               | Seizoen         | Competitie      | Weds       | Dpt        | Weds  | Dpt   | Weds       | Dpt        | Weds     | Dpt      | Weds   | Dpt    |
| ------------------ | --------------- | --------------- | ---------- | ---------- | ----- | ----- | ---------- | ---------- | -------- | -------- | ------ | ------ |
| RoPS               | 2015            | Veikkausliiga   | 17         | 0          | 0     | 0     | 0          | 0          | -        | -        | 17     | 0      |
| RoPS               | 2016            | Veikkausliiga   | 9          | 0          | 2     | 0     | 3          | 0          | 0        | 0        | 14     | 0      |
| RoPS               | Totaal          | Totaal          | 26         | 0          | 2     | 0     | 3          | 0          | 0        | 0        | 31     | 0      |
| Santa Claus (huur) | 2015            | Kakkonen        | 2          | 0          | 0     | 0     | –          | –          | –        | –        | 2      | 0      |
| Santa Claus (huur) | Totaal          | Totaal          | 2          | 0          | 0     | 0     | 0          | 0          | 0        | 0        | 2      | 0      |
| Bodø/Glimt         | 2017            | 1. divisjon     | 22         | 0          | 0     | 0     | –          | –          | –        | –        | 22     | 0      |
| Bodø/Glimt         | 2018            | Eliteserien     | 23         | 0          | 3     | 0     | –          | –          | –        | –        | 26     | 0      |
| Bodø/Glimt         | 2019            | Eliteserien     | 29         | 0          | 0     | 0     | –          | –          | –        | –        | 29     | 0      |
| Bodø/Glimt         | Totaal          | Totaal          | 74         | 0          | 3     | 0     | 0          | 0          | 0        | 0        | 77     | 0      |
| Ankaragücü         | 2019/20         | Süper Lig       | 13         | 0          | 0     | 0     | –          | –          | –        | –        | 13     | 0      |
| Ankaragücü         | 2020/21         | Süper Lig       | 24         | 0          | 0     | 0     | –          | –          | –        | –        | 24     | 0      |
| Ankaragücü         | Totaal          | Totaal          | 37         | 0          | 0     | 0     | 0          | 0          | 0        | 0        | 37     | 0      |
| Kalmar FF          | 2022            | Allsvenskan     | 29         | 0          | 0     | 0     | –          | –          | –        | –        | 29     | 0      |
| Kalmar FF          | 2023            | Allsvenskan     | 27         | 0          | 0     | 0     | –          | –          | –        | –        | 27     | 0      |
| Kalmar FF          | Totaal          | Totaal          | 56         | 0          | 0     | 0     | 0          | 0          | 0        | 0        | 56     | 0      |
| Carrière totaal    | Carrière totaal | Carrière totaal | 195        | 0          | 5     | 0     | 3          | 0          | 0        | 0        | 203    | 0      |